# Shawn Colvin
Shawn Colvin (Vermillion (Dacota do Sul), 10 de Janeiro de 1956), é uma cantora norte-americana, mais conhecida pelo seu single de 1996 "Sunny Came Home", com o qual venceu o grammy de Canção do Ano.

## Discografia
- 1989 - Steady On
- 1992 - Fat City
- 1994 - Cover Girl
- 1995 - Live '88
- 1996 - A Few Small Repairs
- 1998 - Holiday Songs and Lullabies
- 2001 - Whole New You
- 2004 - Polaroids: A Greatest Hits Collection
- 2006 - These Four Walls
- 2009 - Live

### Singles
- 1990 - "Steady On" -"Diamond in the Rough"
- 1992 - "Round of Blues" -"Climb on (A Back That's Strong)"
- 1993 - "I Don't Know Why"
- 1994 - "Every Little Thing He Does Is Magic"
- 1995 - "One Cool Remove" (com Mary Chapin Carpenter) -"I Don't Know Why" (reeditado)
- 1997 - "Get Out of This House" -"Sunny Came Home" -"You and Mona Lisa"
- 1998 - "Nothin' on Me"
- 2001 - "Whole New You" -"Bound to You"
- 2006 - "Fill Me Up"
- 2007 - "Crazy"